# CN-235
CASA/IPTN CN-235는 중거리 쌍발 프로펠러 수송기이다. 스페인의 CASA와 인도네시아의 IPTN이 합작벤처를 설립하여 생산하고 있다. 지방 항공 여객기와 군용 수송기로 사용된다. 군용 임무에는 해상 초계, 정찰, 병력 수송 등에 사용된다.

## 개발
중·소형 전술수송기 시장을 노리고, 지난 1979년 말 스페인의 대표적인 항공기 제작업체인 CASA(Construcciones Aeronáuticas SA)와 인도네시아의 IPTN(Industri Pesawat Terbang Nusantara)이 의기투합하여 CASA(현 에어버스 디펜스&스페이스)와 IPTN은 CASA가 기존에 생산 중이던 C-212 수송기보다 더 큰 신형 수송기를 공동 개발하였으며 신형 항공기를 CN-235로 명명하였다.
1981년부터 본격적인 세부설계가 시작된 CN-235는 1981년 5월 시제기 제작에 들어갔으며, CASA는 CN-235의 전방동체와 엔진 장착부를 제작하고 그 나머지는 IPTN이 담당하였다. 스페인과 인도네시아에서 각각 한대씩 제작된 시제기가 1983년 9월과 10월에 각각 공개되었으며, 그 해 11월과 12월에 최초비행을 실시했다.
이후 기체 중량의 증가로 인해 한동안 개발이 지연되기도 했으나, 강력한 추력을 자랑하는 GEAE(General Electric Aircraft Engines)사의 CT7 엔진을 장착하여 중량초과 문제를 해결하였다. 중량문제를 해결한 양산형 CN-235M은 1986년 8월 19일 최초비행을 성공적으로 마치고, 1986년 12월 3일 미 연방항공국의 증명을 획득하였다.
블랙호크, 아파치의 제너럴 일렉트릭 T700 엔진을 사용한다.

## 특징
CN-235M 수송기는 장거리 항속능력과 우수한 비행특성을 가지고 있다. 특히 뛰어난 단거리 이착륙 성능을 자랑하는데, 주 동력원인 CT7 엔진은 착륙거리를 줄이기 위한 자동 역 추진장치가 내장되어 있어 일반 군용 활주로의 3분의 1에 불과한 500여미터의 거리에서도 이착륙이 가능한 탓에 향후 울릉공항기지에서 주력기로 운용이 가능하며, 비포장 활주로에서의 운용 능력 또한 우수한 편이다. 특히 동종의 터보프롭 엔진 중엔 연비가 가장 우수한 것으로 알려져 있다.
CT7 엔진 2기를 장착한 CN-235M 수송기는 최대 5톤의 화물을 탑재할 수 있으며, 최대화물탑재 시 항속거리는 980km로 알려져 있다. 각종 화물을 탑재하는 화물실은 상황에 따라 다양한 임무를 수행할 수 있도록, 장애물이 없는 원통형 구조를 채택했다.
병력 수송 시에는 기내양측과 중앙에 접절식 의자를 설치한다. 최대 40명의 병력이 탑승하며 부상자 후송 시에는 들것을 장착해 10여 명의 부상자를 수송할 수 있다.
수송기 겸 여객기로 개발된 CN-235M은 다른 수송기와 달리 여객용으로 사용이 가능하도록 기내 소음방지에도 신경을 많이 썼고 화장실과 같은 편의설비도 여객기 수준으로 갖추고 있다. 이런 점 때문에 CN-235M은 군용 수송기뿐 아니라 VIP 수송 혹은 근거리 도시간이나 인접 국가를 운항하는 커뮤터기로도 많이 사용되고 있다

## 종류
- CN235-10
- CN235-100/110
- CN235-200/220
  - CN235-200은 스페인 제품. CN235-220은 인도네시아 제품.
- CN235-300
- CN235-330 피닉스
- CN235 MPA

## 운용국가
270여대가 생산되어 우리나라를 포함해 전세계 40여 개 국가의 군과 정부기관에서 사용되고 있다.

### 군사용
보츠와나
- 보츠와나 공군

 브루나이
- 브루나이 공군 (1)

 칠레

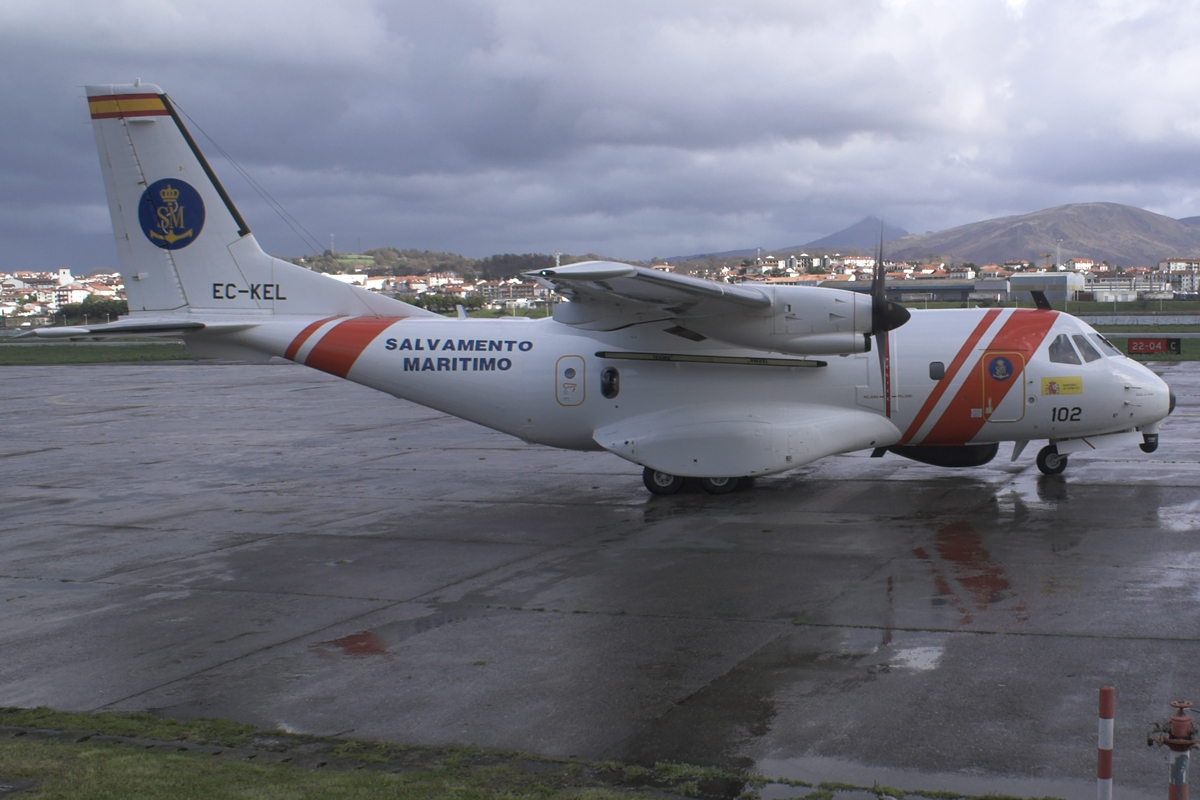
A CASA CN-235-300

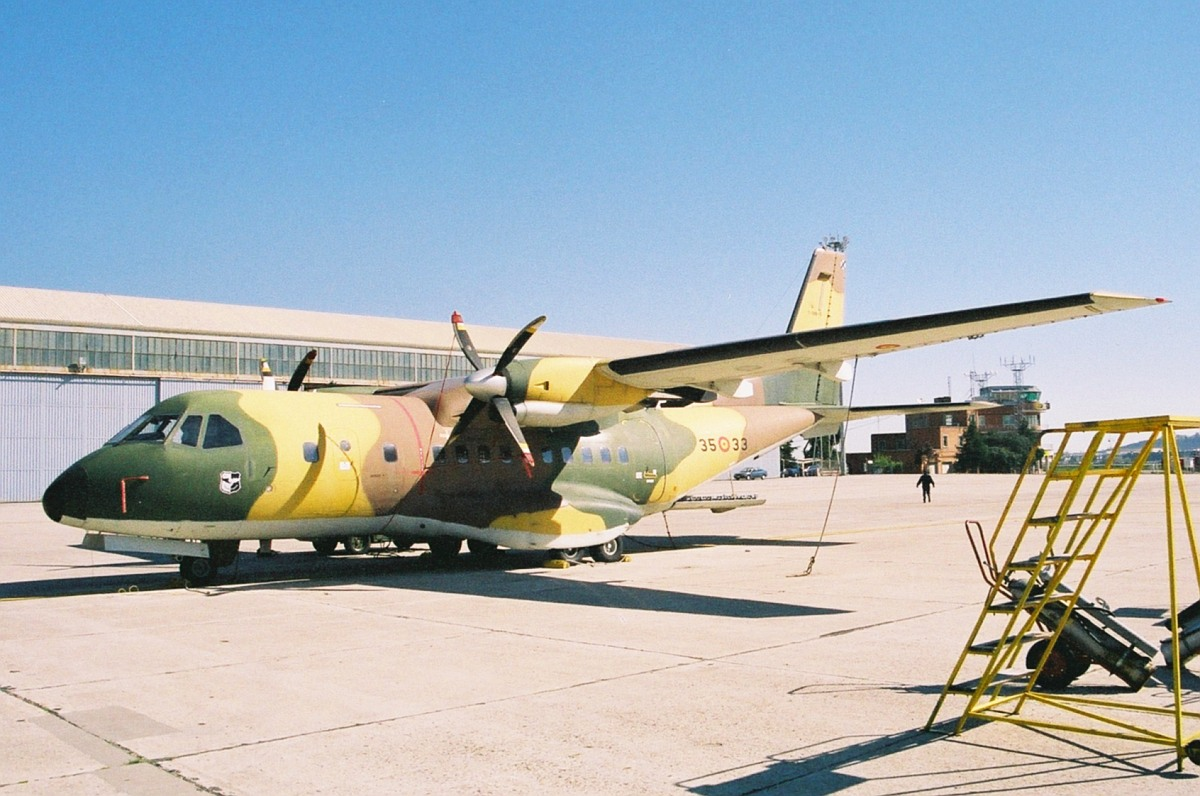
스페인 공군의 CN-235

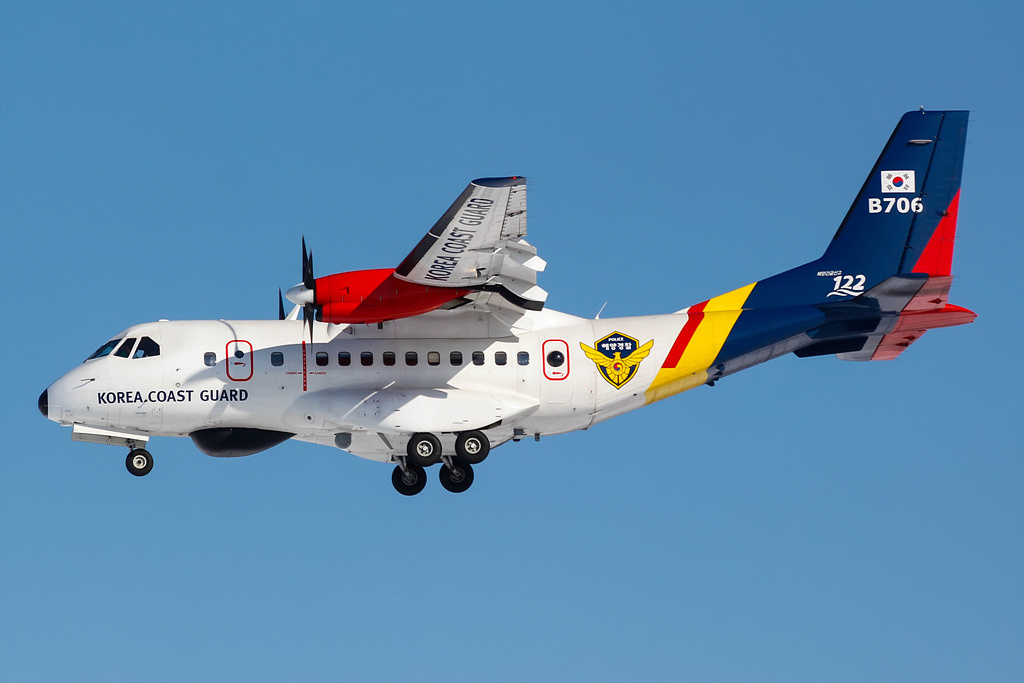
해양경비안전본부의 CN-235

- 칠레 육군 (4 CN-235-100) One lost in Antarctica

 콜롬비아
- 콜롬비아 공군

 에콰도르
- 에콰도르 공군

 프랑스
- 프랑스 공군 (19 CN235-100, 18 updated in CN235-200 configuration).

 가봉
- 가봉 공군

 인도네시아
- 인도네시아 공군 (Operating CN235-100M, CN235-220M, CN235MPA)

 아일랜드
- 아일랜드 항공단 (2 x CN235MP)

 요르단
- 요르단 공군 (2)

 말레이시아
- 말레이시아 공군 (8 x CN235-220)

 모로코
- 모로코 공군 (7)

 파키스탄
- 파키스탄 공군 (4 x CN235-220)

 파나마
- 파나마 공군

 파푸아뉴기니
- 파푸아뉴기니군

 대한민국
- 대한민국 공군 (18 x CN-235-220M)
- 대한민국 공군 (2 x CN-235-220M) - VIP 수송용
- 대한민국 해양경찰청 (4 x CN-235-110M ) - 전시상황시 대한민국 공군, 대한민국 해군 소속으로 이전

 사우디아라비아
- 사우디아라비아 공군

 남아프리카 공화국
- 남아프리카공화국 공군 (1)

 스페인
- 스페인 공군 (20)

 튀르키예
- 터키 공군 (50 x CN235-100M)
- 터키 해군 (6 x CN-235 ASW/ASuW MPA with AMASCOS (Airborne Maritime Situation & Control System) of Thales)
- 터키 해안경비대 (3 x CN-235 MPA with AMASCOS (Airborne Maritime Situation & Control System) of Thales)

 아랍에미리트
- UAE 해군

 미국
- 미국 해안경비대 (8 HC-144s ordered)

 베네수엘라
- 베네수엘라 해군 (2 ordered, but order cancelled due to american pressure)

### 정부용
태국
- 태국 경찰 (1 x CN235-300)

 헝가리
- 헝가리 경찰 (2 x CN235-300)

## 해상초계기

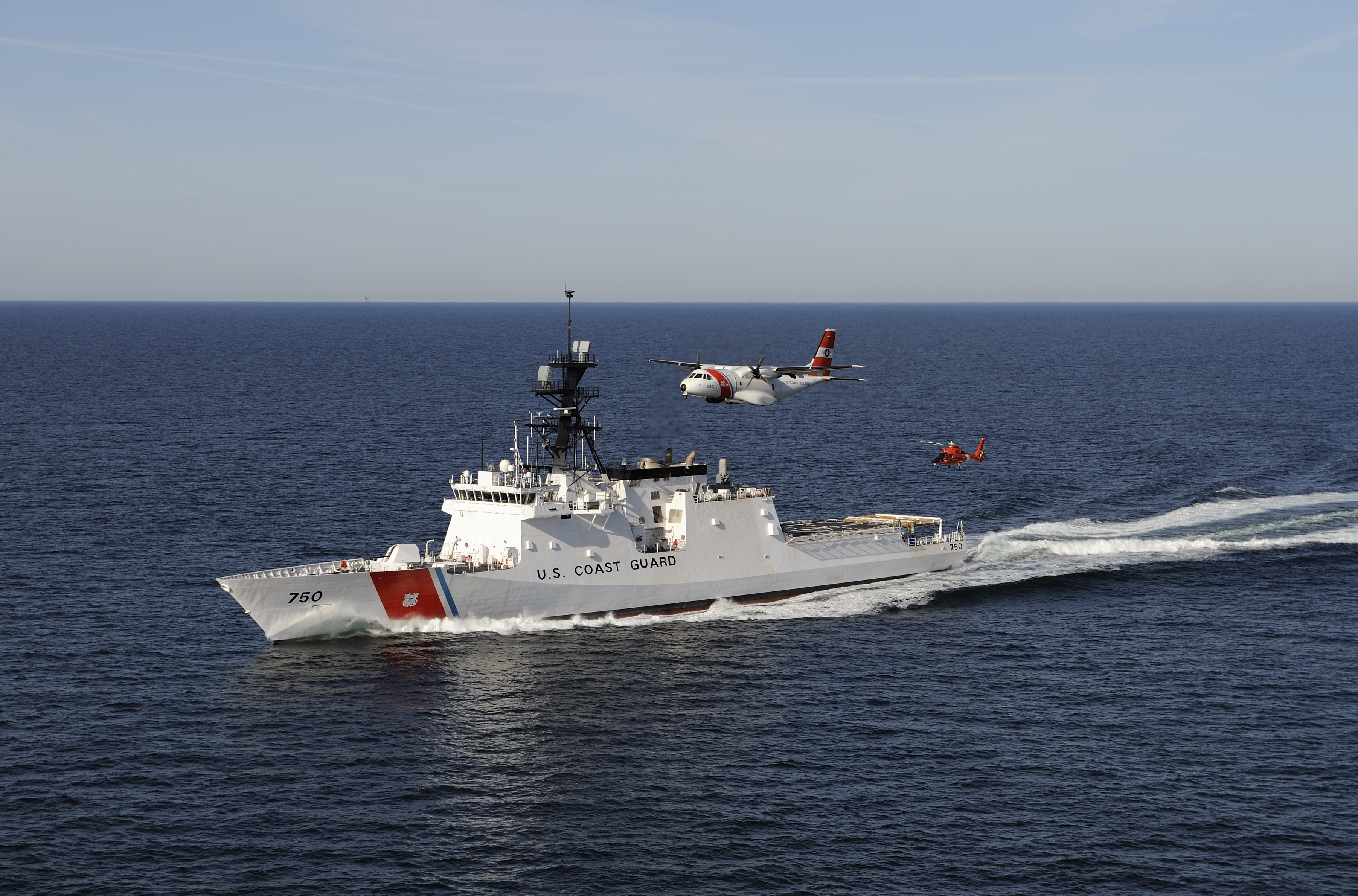
미국 해안경비대의 HC-144A 해상초계기가 기함, MH-65C 헬기와 함께 작전중이다.

미국 해안경비대는 2003년 3대의 HC-144A를 최초로 계약하였으며, 록히드 마틴이 최종 제품을 테스트하고 공급한다. 2006년 12월 스페인의 CASA에서 록히드 마틴으로 비행기가 인도되었고, 록히드 마틴에서 해상 초계 장비를 설치하여 비행 테스트한 후 처음으로 해안경비대에 인도되었다. 미국 해안경비대는 2017년까지 36대의 HC-144를 구입할 예정이다. HC-144는 스페인 CASA CN-235-300의 미국 해안경비대 버전이다.
대한민국 국민안전처 해양경비안전본부 (구. 해양경찰청)에서 독도 등을 감시하는 해상초계기로 2011년부터 4대를 도입 운용중이다.

## 대한민국
도입현황
- 공군: 대한민국 공군은 1994년부터 군용으로 제작된 CN-235M 수송기 12대를 도입했다.[2] 2002년 추가로 8대가 도입하였으며 이때는 최초 도입되었던 스페인제 CN-235M 수송기가 아닌, 인도네시아에서 생산된 CN-235M 수송기가 도입되었다. 인도네시아에서 도입된 CN-235M 수송기 8대 중 2기는 VIP 수송용으로 개조해 사용되고 있다.

- 해양경찰청: 2011년부터 해상초계기로 해양경찰청에서 CN-235 4대를 도입 운용중이다. 인도네시아에서 제작된 CN-235 해상초계기는 360km 밖의 물체 100개 이상을 동시에 탐지할 수 있는 레이다를 비롯, 열 영상장비와 조명탄 발사대를 장착하고 있다.

운용현황
공군의 CN-235M 수송기는 병참공수, 낙하산 병력 투하, 해안초계, 탐색구조, 조명탄 투하 등의 다양한 임무를 소화해내고 있다. 공군의 CN-235M 수송기는 제5공중기동비행단에서 운용 중이며, 20여년이 넘는 무사고 기록을 자랑하고 있다.
- 1996년, 강릉지역 무장공비 침투사건에서 완벽한 야간 조명작전으로 효과적인 작전 수행을 가능하게 했다.
- 1998년 12월, 여수 반잠수정 침투 사건에 3대의 CN-235M 수송기가 동원되어 170여 발의 조명탄을 투하해, 고속으로 도주하는 북한의 반잠수정을 포착 및 격침하는 데 도움을 주었다.
- 2013년, 태국에서 열린 ARF 재난긴급구호 훈련 참가
- 2014년 2월, 괌에서 열린 다국적 훈련 코프 노스(Cope North)에도 참가

## 기타 (항공모함에서 운용가능성)
최대이륙중량 70톤인 C-130 수송기가 만재배수량 75000톤인 미국의 포레스탈급 항공모함에 캐터펄트나 어레스팅 후크의 도움이 없는 이착륙이 가능하다. 85,000 파운드 (38.6 t)인 KC-130F는 267 피트 (81 m)에서 착륙하여 완전히 정지했다. 최대화물탑재를 하고서 745 피트 (227 m)만에 이륙했다. 현재 미국 해군은 최대이륙중량 24톤인 C-2 그레이하운드 수송기를 승객수송이나 전투기 엔진등의 수송을 위해 항공모함에서 사용중이다. 경항공모함으로 유명한 영국의 인빈시블급 항공모함에서는 최대이륙중량 10톤인 SH-3 시 킹 헬리콥터를 수송기와 조기경보기로 사용한다. CN-235M 수송기의 최대이륙중량은 15톤이다.

## 관련 정보 정리
- 1973년 - 대한민국은 C-123K Provider 수송기를 미국으로부터 도입했다. 총 22대가 공군의 주력 수송기로 이용되었다. C-123은 1949년 10월 14일 최초 비행했으며, 엔진은 P＆W사 R-2800-99W 성형 피스톤 엔진×2기, 출력은 1750hp×２, 길이는 23.3m 폭은 33.5m 속도는 454km/h 항속거리는 4,828km이다. 무게는 15,800kg이며 수송능력은 총 45명, 화물은 4,000kg이다.
- 1994년 - 대한민국은 스페인에서 CN-235 중형수송기를 도입했다. 대신 C-123K 수송기가 퇴역했다.
- 1998년 - 한국은 대응구매 방식으로 KT-1웅비 훈련기와 군용 차량을 제공하고, 인도네시아로부터 8대의 공군 수송기를 도입했다.
- 2001년 7월 - K-9 자주포를 터키에 10년간 10억달러 어치를 수출하기로 했다. 터키는 CN-235 시뮬레이션장비 기술을 넘겼다.
- 2006년 10월 1일 - 국군의 날 행사에서 여군조종사인 이지영 대위(27·공사51기)가 특전사 집단강하 요원들을 태운 CN-235 수송기를 조종했다.
- 2007년 1월 11일 - 공군 제5전술공수비행단 소속 한정원 대위(28세, 공사49기)가 여군조종사로서는 최초로 CN-235 수송기를 지휘하였다. 공군 수송기 역사상 처음으로 핵심 비행요원인 정조종사와 부조종사, 화물적재사 모두 여성으로 구성된 수송기가 임무에 투입됐다. 공군 제5전술공수비행단은 이 부대 256대대 소속 한정원(기장.29).이지영(부기장.27. 공사 51기) 대위, 최혜선(화물적재사.28) 하사가 11일 오전 9시 중형 수송기인 CN-235 항공기에 탑승해 정기공수 임무에 나섰다고 밝혔다.
- 2007년 2월 14일 - 파푸아 뉴기니 공군 마크 시포우(48)중령과 에드워드 미로(35)대위 등 2명은 공군 제5전술공수비행단의 담당 교관 조종사인 서정헌(36) 소령과 CN-235 수송기에 탑승, 1시간여의 비행 훈련을 마지막으로 우리 공군에서 양성한 최초 외국인 수송기조종사가 됐다.
- 2007년 6월 7일 - 공군 제5전술비행단은 공군 최초의 수송기 모의 비행훈련 장치인 CN-235 시뮬레이터 전력화 기념식을 개최했다. 388억원의 국방예산이 투입됐다.
- 2008년 6월 30일 - 국방부와 방사청 고위 관계자는 대우조선해양이 독일의 하데베사의 기술협력으로 개발한 209형 잠수함 두척을 인도네시아에 제공하고 대신 인도네시아가 개발한 CN-235 해상감시기 8대를 교환하는 계약을 추진하고 있다고 밝혔다. 총 10억 달러의 거래다. 1998년에도 인도네시아와 교환거래가 있었다.
- 2018년 5월 23일 - 성남공항에서 VIP 수송용 VCN-235를 타고 한국 기자 8명이 북한 원산의 갈마국제공항에 도착, 핵실험장 폭파식에 참석할 예정이다. CN-235는 원래 좌석이 좌우로 마주보는 배치인데, VIP용은 모든 좌석이 여객기처럼 앞으로 보고 있다.

## 제원(CN-235-100)
특성
- 승무원: 2명
- 용량: 최대 45명 승객
- 길이: 21.40 m (70 ft 3 in)
- 높이: 8.18 m (26 ft 10 in)
- 날개폭: 25.81 m
- 날개면적: 59.1 m² (636 ft²)
- 체공중량: 9,800 kg (21,605 lb)
- 탑재중량: 15,500 kg (16,500 kg 전투 중량) (34,172 lb (36,376 lb))
- 페이로드: 6,000 kg (13,100 lb)
- 최대이륙중량: 16,100 kg (35,420 lb)
- 엔진: 2× 제너럴 일렉트릭 T700| CT7C 터보프롭, 1,395 kW (1,850 bhp) 각각

성능
- 최대속도: 509 km/h (317 mph)
- 순항거리:
  - 5,003 km (연료만 가득 채운 경우)
  - 2,870 km (4,000 kg 화물탑재시)
- 운용고도: 9,145 m (30,000 ft)
- 상승률: 542 m/min (1,780 ft/min)

## 같이 보기
- P-3 오라이온 - 한국과 일본의 주력 해상초계기